# Haliclona agglutinata
Haliclona agglutinata är en svampdjursart som beskrevs av Desqueyroux-Faundez 1990. Haliclona agglutinata ingår i släktet Haliclona och familjen Chalinidae. Inga underarter finns listade i Catalogue of Life.